# Enrico Mentana
Enrico Mentana (né à Milan  le 15 janvier 1955) est un journaliste et présentateur de télévision italien.
Enrico Mentana  fonde le programme d'information  TG5 et le dirige de 1992 à 2004. En 2005, directeur éditorial de Canale 5, il conçoit et anime le talk-show Matrix jusqu'à sa démission en 2009. Depuis juin 2010, il est directeur du programme d'information TG La7. Il est directeur du journal en ligne Open, qu'il a fondé en décembre 2018.

## Biographie
Enrico Mentana est né à Milan le 15 janvier 1955. Il est le fils aîné de Franco Mentana, correspondant  de La Gazzetta dello Sport  et de Lella, d'origine juive. Il est baptisé catholique. Son frère cadet, Vittorio, est responsable de la communication du club de football de l'AC Milan jusqu'en 2018. . Il fréquente le Liceo Ginnasio Alessandro Manzoni, rejoignant d'abord le petit groupe anarchiste Movimento Socialista Libertario, en 1968, puis le Parti socialiste italien .
Il collabore puis devient directeur de la revue Giovane Sinistra , organe officiel de la Fédération des jeunes socialistes ( Federazione Giovanile Socialista Italiana ), dont il estt vice-président de 1977 à 1979. Il s'est inscrit à la Faculté des Sciences Politiques de l'Université de Milan mais n'a pas obtenu de diplôme.
Il rejoint la rédaction de La Gazzetta dello Sport comme correcteur en 1973, à l'âge de 18 ans  puis devient journaliste professionnel le 2 février 1982

## Carrière journalistique

### Débuts à Rai
Le 27 février 1980, Mentana rentre à la RAI, à la rédaction des Affaires étrangères du TG1, journal télévisé diffusé sur la chaîne principale Rai 1. Ses débuts vidéo ont eu lieu en 1981 en tant qu'envoyé spécial à Londres avec le reportage du mariage entre Charles d'Angleterre et Lady Diana. Sa première interview connue a  lieu avec la mère de Mehmet Ali Ağca après sa tentative d'assassinat du pape Jean-Paul II. Il devient présentateur de l'édition de milieu de soirée du TG1, puis rédacteur en chef du documentaire télévisé hebdomadaire Spéciale TG1, succédant à Alberto La Volpe (it) .
En 1987, il refuse à Bettino Craxi, de devenir porte-parole d'une publicité politique. Cette position conduit à des tensions entre Mentana et la direction de la Rai. À partir de 1988, Mentana est cantonné  à des rôles mineurs. Le 16 janvier 1989, il est nommé rédacteur en chef adjoint de TG2, mais est démis de ses fonctions un an plus tard. En 1991, il est licencié de la Rai.

### Arrivée à Fininvest et fondation duTG5
À l'automne 1991, Mentana commence à travailler pour Fininvest. Le 13 janvier 1992, avec les journalistes Lamberto Sposini, Clemente J. Mimun, Emilio Carelli, Cesara Buonamici et Cristina Parodi, il lance TG5, le journal télévisé de Canale 5 . Mentana, a  alors  37 ans .
L'audience TG5 a souvent dépassé les sept millions d'auditeurs et plusieurs fois TG1 en termes d'audience. La première fois avec l'édition de dernière minute annonçant l'assassinat du juge Giovanni Falcone ; d'autres événements notables sont l'entretien avec Farouk Kassan (it), enfant de 7 ans enlevé en 1992, et le débat entre Silvio Berlusconi et Achille Occhetto lors des élections générales italiennes de 1994 . Il est le modérateur du débat entre Silvio Berlusconi et Romano Prodi lors des élections générales italiennes de 1996.
En 1994, Mentana  critique le choix du licenciement d'Indro Montanelli de Il Giornale  et l'interviewe en direct sur TG5 . Giuliano Ferrara  en demande la démission ; cependant, Silvio Berlusconi lui confirme sa confiance.
En 2001, il présente  Rotocalco . À partir de 2001, il dirige TGcom , premier site d'information de Mediaset ; la même année, il lance Terra! , chronique approfondie  TG5 éditée et dirigée par le correspondant de presse Toni Capuozzo.
Le 11 novembre 2004, lors de la clôture du journal télévisé, Mentana annonce que la société l'avait exempté de la direction de TG5, en le remplaçant par Carlo Rossella (it). Quelques jours plus tard, il est nommé directeur éditorial de Mediaset.

### Création du talk-showMatrix

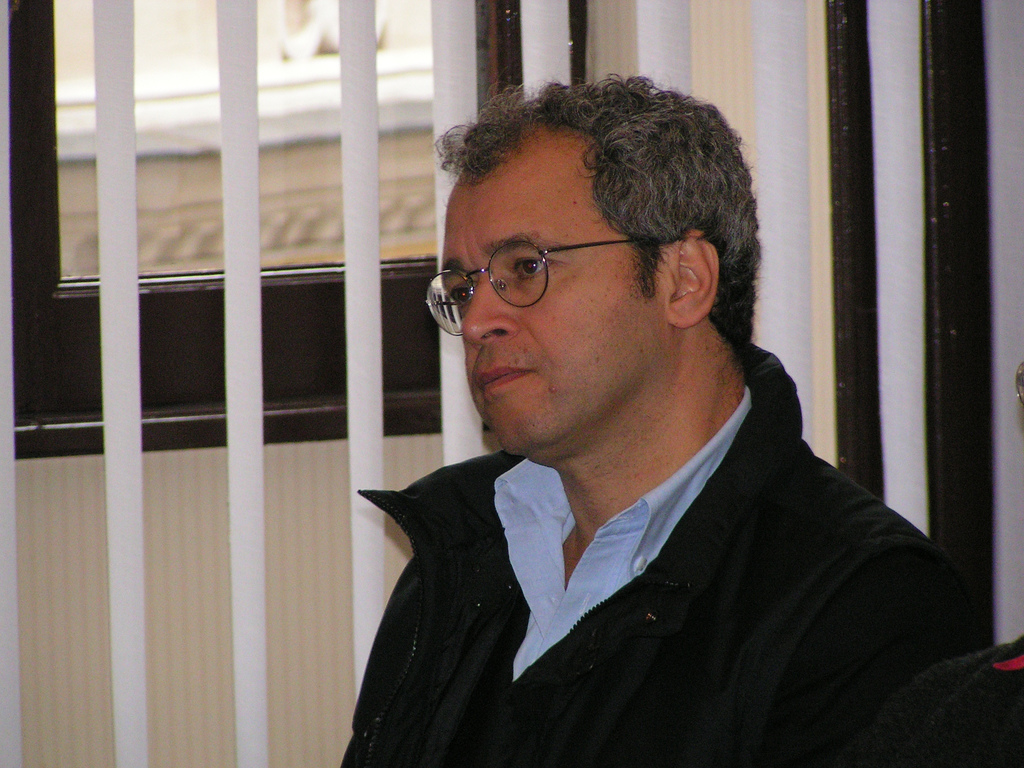
Mentana en 2004

Fin décembre 2004, il  anime une émission  consacrée  au tsunami de 2004 dans l'océan Indien. En 2005, à la suite du décès de l'écrivaine  Oriana Fallaci, il propose de créer une fondation qui rassemblerait ses écrits et lui consacre un reportage télévisé.
Le 5 septembre 2005, il débute avec le nouveau programme d'information de Canale 5, Matrix, trois fois par semaine en soirée, en concurrence  avec Porta a Porta de Bruno Vespa .
Au cours de l'année universitaire 2006-2007, il est professeur  en journalisme à l'Université de Milan. À l'occasion des élections générales italiennes de 2008, il  interviewe les candidats au poste de Premier ministre Walter Veltroni et Silvio Berlusconi dans une édition de Matrix.

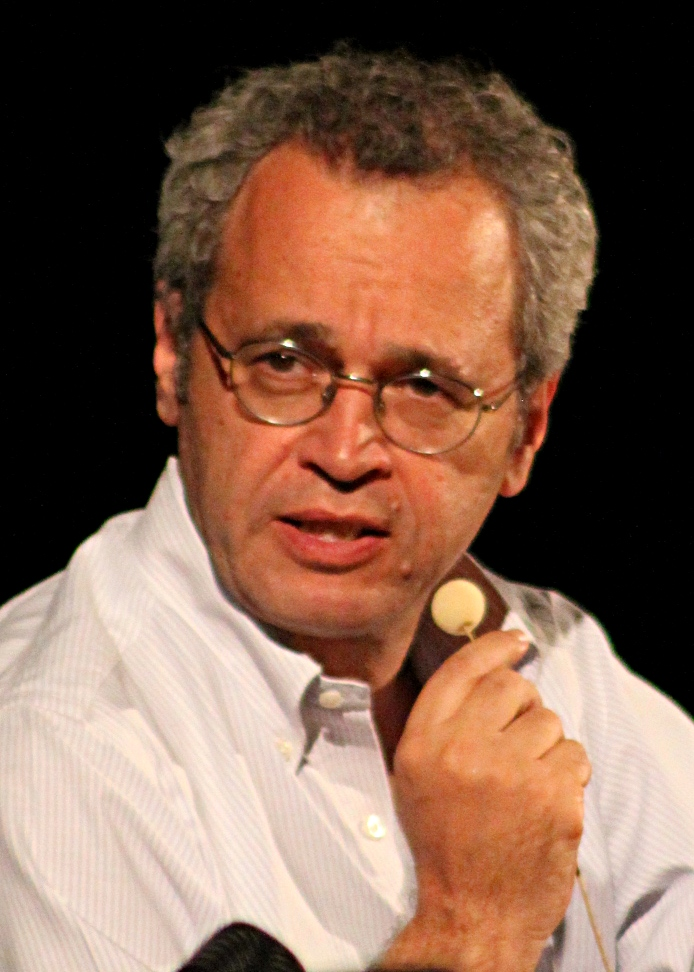
Mentana en 2011

Après  TG5, il rejoint TG La7, journal télévisé d la chaîne privée La7. Il en devient le directeur en 2010.

## Récompenses et distinctions
- En 1995, il reçoit le Prix international du journalisme d'Ischia [17].
- L'astéroïde 48720 Enricomentana a été nommé en son honneur. La citation officielle du nom a été publiée par le Centre des planètes mineures le 31 janvier 2018 ( M.P.C. 108697 )[18].